# Thallarcha mochlina
Thallarcha mochlina är en fjärilsart som beskrevs av Turner 1899. Thallarcha mochlina ingår i släktet Thallarcha och familjen björnspinnare. Inga underarter finns listade i Catalogue of Life.